# Nong Nor
Nong Nor ist ein archäologischer Fundplatz in Zentral-Thailand.
Nong Nor liegt in der Schwemmlandebene des Flusses Bang Pakong, in der Amphoe Phanat Nikhom, Provinz Chonburi. Die Gegend hat in den letzten 10.000 Jahren größere Umweltveränderungen erfahren. Die Besiedlung der Menschen passte sich diesen Veränderungen an und folgte der sich zurückziehenden Küste, so dass man heute den alten Küstenverlauf anhand der Siedlungsspuren verfolgen kann.
Nong Nor wurde in den 1980er-Jahren von Charles Higham und Rachanie Thosarat in drei Kampagnen als erste prähistorische Siedlung an der Küste Thailands ausgegraben und untersucht. Sie fanden, dass der Platz während zweier vorgeschichtlicher Phasen von Jägern und Sammlern besiedelt worden ist. In der älteren Lage aus der Zeit etwa 2500 v. Chr. fand man etwa sechs Millionen Krustentiere, die fast sämtlich zu einer Art der Herzmuscheln gehören, die an sandigen oder verschlammten Stränden siedeln; man förderte auch bronzezeitliche Gräber zutage, zu denen Holzkohlereste und Feuerplätze gehörten. Unter der Krustentierlage fand man Knochen von Haien und Delphinen sowie von größeren Säugetieren (Wasserbüffel, Hirsche und Wildrinder). Die Knochen wurden zu einfachen Geräten verarbeitet, wie zum Beispiel  Angelhaken und Ahlen. Die vielen Tonscherben deuten auf die Herstellung von Keramik hin.
In der jüngeren Lage aus der Zeit zwischen 1100 und 700 v. Chr. fand sich das Skelett einer Frau, die in sitzender Haltung begraben wurde. Sie war bedeckt mit Tongefäßen. Da nicht mehr menschliche Überreste vorhanden sind, nimmt man an, dass der Platz nur kurze Zeit – wahrscheinlich nicht länger als sechs Monate – besiedelt war.
Der Grabungsplatz selbst war 400 m² groß, und Probebohrungen ergaben, dass sich die ganze Siedlung wahrscheinlich nicht über 1.200 m² ausgedehnt hatte, so dass hier wohl nur wenige Familien gesiedelt hatten. Der Geomorphologe William Boyd analysierte die Beschaffenheit der Umgebung und stellte fest, dass die Siedlung sich am südlichen Ufer einer geschützten Meeresbucht befanden haben musste.